# 大焰藓
大焰藓（学名：Pyrrhobryum dozyanum），又名大桧藓，为桧藓科焰藓属下的一个种。